# Perry Como
Perry Como (pseudonimul lui Pierino Ronald Como; n. 18 mai 1912, Canonsburg⁠(d), Pennsylvania, SUA – d. 12 mai 2001, Jupiter Inlet Colony⁠(d), Florida, SUA) a fost un cântăreț popular, unul dintre așa numiții crooners, actor și prezentator de televiziune american de origine italiană.

## Biografie
Este fiul lui Pietro Como și Lucía Como Travaglini, imigranți din Palena, Italia și al șaptelea din treisprezece frați, de foarte mic a început să câștige câțiva cenți într-un salon de coafură în Canonsburg, unde lucra în fiecare zi când ieșea de la școală. Curând după aceea, în timp ce mergea la liceu, a început să lucreze în propriul salon de coafură.

## Carieră
Cariera sa ca artist a început interpretând la nunți și alte funcții, unde va demonstra capacitatea sa de a cânta. În mijlocul anilor '30 va fi un cântăreț al lui Freddie Carlone's Band și mai târziu, în Ted Weems Orchestra. Primul său hit individual îl va obține în 1945 cu Till the end of time. Ulterior ajunge la faimă cu numeroase hit-uri și numere unu în listă ca Prisoner of love, în luna mai 1946, Chi-Baba, Chi-Baba (My Bambino Go to Sleep), în iulie 1947, Some Enchanted Evening, în august 1949, If, în martie 1951, Wanted, în aprilie-mai 1954.
În timpul unei cariere care acoperă mai mult de 50 de ani, Como a înregistrat exclusiv pentru compania RCA Victor după semnarea unui contract cu ea în 1943. El a vândut milioane de discuri și a fost un pionier de emisiuni de televiziune de varietăți, stabilind bazele pentru genul care va deveni unul dintre cele mai de succes din istoria televiziunii. Combinația de succes de televiziune și muzical nu a avut egal în niciun alt artist al timpului său.